# パルセいいざか
パルセいいざかは、福島県福島市にあるホール。

## 概要
福島市飯坂町、飯坂温泉の温泉街の西側の高台に位置する建物で、1992年（平成4年）に開館した。正式名称は福島市飯坂温泉観光会館だが愛称として公募（pal[パル：仲間]、the[シアターの一部 セ、theater]）により決定した。施設は福島市の所有で、現在は福島市観光開発株式会社が指定管理者として管理運営をしており、当館内に同社の飯坂事業所が所在している。最大1,940人を収容できるコンベンションホールを備えており、各種公演や見本市、会議など多種多様な催事が行われる。

## 施設
- コンベンションホール：座席数1,940席
  - 固定席584席、壁面収納可動席840席、舞台下収納可動席516席
  - 座席を収納すると893m2の空間として使用可能
  - 第1・2楽屋、控室：36m2
- ２Fホワイエ：481m2
- 第1・第2会議室：198m2
- エントランスホール
  - カフェ あっぷるピーチ：27席
- 駐車場 - （第1･2･5）計232台

## アクセス
- 福島交通飯坂温泉駅より徒歩7分
- 東北自動車道福島飯坂ICより自動車で約10分。

## その他
- 飯坂温泉近辺で最大の収容台数を誇る駐車場としても機能しているため、周辺の飯坂八幡神社や鯖湖湯などの公衆浴場の駐車場としても案内されることが多い[1]。
- 2011年（平成23年）3月11日に発生した東日本大震災（東北地方太平洋沖地震）により避難所として使用され休館となっていたが、同年10月から施設を利用できるようになった。